# Rusholme
Rusholme – dzielnica w Manchesterze, w Anglii, w hrabstwie Wielki Manchester, w dystrykcie metropolitalnym Manchester. W 2011 dzielnica liczyła 13643 mieszkańców. Rusholme było Russum w 1235, Russhum w 1420, Rysshulme w 1551 i Risholme w 1568.